# CoderDojo
CoderDojo es una comunidad global dirigida por voluntarios de talleres de programación gratuitos para jóvenes de entre 7 y 17 años. El movimiento es una organización de base con clubes individuales (llamados "Dojos") que actúan de forma independiente. Una organización benéfica llamada CoderDojo Foundation opera en Dublín y apoya a los diversos clubes proporcionando un sitio web central y algunos otros servicios de apoyo. Los partidarios de CoderDojo creen que es parte de la solución para abordar la escasez global de programadores al exponer a los jóvenes a las TIC a una edad temprana. El movimiento ha experimentado un crecimiento significativo desde su fundación. La Fundación CoderDojo estima 1250 Dojos repartidos en 69 países, con una tasa de crecimiento de varios Dojos nuevos cada semana.

## Historia
Fundado en julio de 2011 por James Whelton y Bill Liao, el primer Dojo tuvo lugar en Cork, Irlanda, el 23 de julio. James y Bill eran programadores autodidactas y querían crear un espacio donde los jóvenes pudieran aprender código en un entorno social. En menos de un año, el movimiento CoderDojo se extendió por Irlanda y otras ciudades como Londres en Inglaterra y San Francisco en Estados Unidos.
En mayo de 2017, la fundación Raspberry Pi se fusionó con CoderDojo.

## Cobertura de prensa
CoderDojo recibió críticas positivas de medios de comunicación como la BBC, la CNN, The Guardian, The Irish Times y TechCrunch.
En 2015, Salesforce anunció una asociación y una subvención de 200.000 dólares a CoderDojo con el fin de ayudar "a respaldar 14 clubes de código CoderDojo, o Dojos, a nivel mundial, cada uno de ellos dirigido por "campeones" de Salesforce.com.

## Chicas CoderDojo
Muchos voluntarios de CoderDojo se enfocan en mejorar la escasez extrema de mujeres en tecnología mediante el uso de estrategias específicas para involucrar a las niñas. En particular, desafiar la idea socialmente aceptada entre las mujeres jóvenes de que el mundo de la informática "no es para ellas". Algunos Dojos incluso han optado por realizar sesiones especiales de CoderDojo Girls para alentar a las mujeres jóvenes a participar en estudios y ciencias de la computación. Se ha conseguido atraer a las chicas a los Dojos haciendo que las mentoras sean visibles para los recién llegados.

## Fundación CoderDojo
Establecida a mediados de 2013 por el cofundador James Whelton, la Fundación CoderDojo se centra en apoyar, escalar y empoderar a la comunidad CoderDojo. Con un pequeño equipo central de 6 personas con sede en Dogpatch Labs, Dublín, Irlanda, la Fundación asesora a Dojos nuevos y existentes, desarrolla recursos para ayudar a los Dojos y gestiona asociaciones y eventos internacionales en nombre de la Comunidad.
La atención se centra en escalar el movimiento CoderDojo para hacer que los clubes de codificación sean aún más accesibles para los jóvenes de todo el mundo. La fundación tiene un objetivo establecido[cita requerida] de alentar:
- 100 000 niños codifican regularmente
- 1500 Dojos
- Dojos repartidos por 60 países